# Albrecht B. Strauss
Albrecht Benno Strauss (geboren 17. Mai 1921 in Berlin; gestorben 7. Mai 2015 in Chapel Hill (North Carolina)) war ein US-amerikanischer Anglist und Literaturwissenschaftler.

## Leben
Albrecht Strauss war ein Sohn des Studienrats und Germanisten Bruno Strauss und der Publizistin Bertha Badt-Strauss. Gleich nach der Machtergreifung 1933 schickten die Eltern ihn nach England, wo er in einer jüdischen Familie unterkam und eine jüdische Schule besuchte. 1937 wechselte er auf die Latymer Upper School in London und besuchte 1939/40 das Pitman’s Business College in London. 1939 gelang auch den Eltern die Emigration nach England, sie zogen im selben Jahr in die USA, wohin Strauss ihnen 1940 folgte. Er schrieb sich am Oberlin College ein und machte 1942 einen B.A.-Abschluss. Von 1942 bis 1946 war Strauss Soldat in der US Army und wurde in der Küstenartillerie und in der Gegenspionage eingesetzt.
Strauss studierte ab 1946 an der Tulane University, arbeitete als Tutor und machte 1948 einen M.A. Von 1949 bis 1955 arbeitete er an der Harvard University und wurde 1956 mit einer Dissertation über Tobias Smollett promoviert. Danach wirkte er als Instructor an der Yale University, wurde 1959 Assistant Professor an der University of Oklahoma in Norman. 1960 ging er als Assistant Professor an die University of North Carolina at Chapel Hill und wurde dort 1970 Full Professor. Strauss forschte zur Literatur der englischen Aufklärung und war Mitherausgeber von Werken Samuel Johnsons.

## Schriften (Auswahl)
- Design in the novels of Tobias Smollett. Harvard University, 1955
- The Yale edition of the works of Samuel Johnson. Vol. 4, The Rambler. New Haven: Yale U.P., 1969